# عدد إيردوس

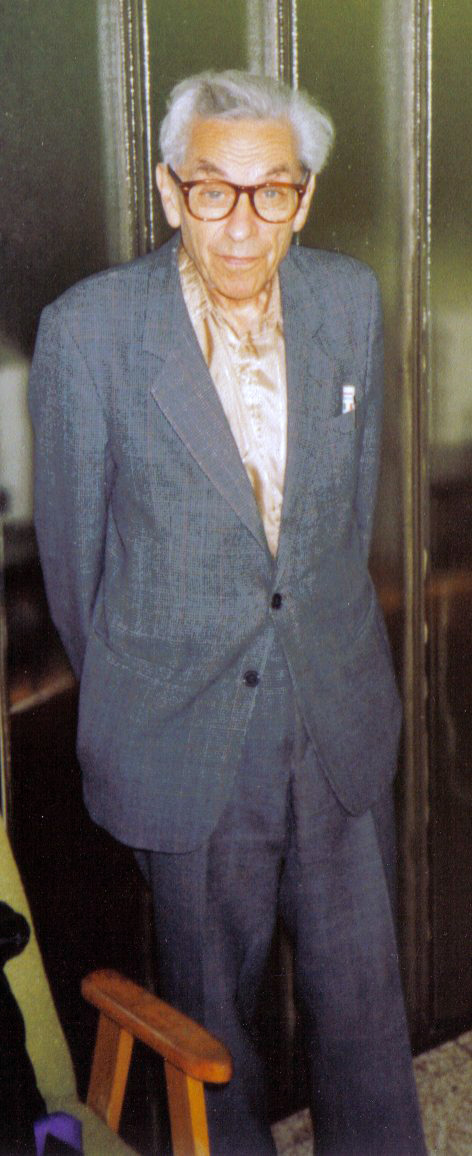
بول أردوس في عام 1992.

عدد اردوس (بالإنجليزية: Erdős number) (تلفظ باللغة الهنغارية اردوش) يصف «المسافة التعاونية» بين الشخص وعالم الرياضيات بول اردوس، مقاسا لتأليف أوراق بحثية في اختصاص الرياضيات.
وقد اقترح نفس المبدأ بالنسبة للأشخاص البارزين في مجالات أخرى.

## لمحة عامة
بول اردوس (1913-1996) عالم رياضيات ملهم، قضى جزءا كبيرا من حياته متنقلا بحقيبته يكتب أوراقه البحثية في أي مكان يمنحه اياه اصدقاؤه ويوفرون به الطعام له. نشر أوراقا بحثية كثيرة (على الأقل 1,525 ) أكثر من أي عالم رياضيات في التاريخ.
تم إنشاء فكرة عن عدد اردوس من قبل اصدقاء عالم الرياضيات باعتبارها إشادة روح الدعابة لإخراج هائلة له باعتباره واحدا من اغزر المؤلفين للأرواق البحثية الرياضية في العصر الحديث. أصبح عدد اردوس معروف في الأوساط العلمية كمقياس اللسان في خده للبروز الرياضي.

## التعريف

إذا أليس يتعاون مع بول اردوس على ورقة واحدة، ومع بوب على آخر، ولكن بوب لم يتعاون مع اردوس نفسه، ثم يتم إعطاء بوب عددا من اردوس 2، كما هو خطوتين من اردوس.

كي يحصل أي مؤلف على عدد اردوش يجب أن يكون قد شارك في كتابة ورقة بحثية مع شخص كان قد شارك مع شخص.... كان قد شارك مع اردوش في كتابة ورقة بحثية في الرياضيات بول اردوس نفس لديه عدد اردوش بقيمة صفر. أما عدد اردوش لأي شخص أخر k + 1 حيث k هو أدنى عدد اردوس من أي مؤلف كان قد شارك في الكتابة معه.
كتب اردوس حول 1,500 مقالات رياضية في حياته، ومعظمهم كان مؤلفا مشاركا. كان لديه 509 من الذين شاركوه الكتابة بشكل مباشر؛  هؤلاء هم الناس الذين يحملون رقم اردوس بقيمة 1. الناس الذين تعاونوا معهم (مع المتعاونين مع اردوس ولكن ليس مع اردوس نفسه)يكون عدد اردوش بقيمة 2 لديهم (9267 شخص اعتبارا من عام 2010 )، وأولئك الذين تعاونوا مع الناس الذين لديهم عدد من اردوس 2 (ولكن ليس مع اردوس أو أي شخص لديه عدد من اردوس 1) أن يكون عدد اردوس من 3، وهكذا دواليك. أي شخص لا ينتمي لسلسلة التعاون هذه يكون عدد ارادوس لهم اللانهاية (أو غير معرف).
هناك مجالا للغموض بشأن ما يشكل الرابط بين اثنين من الكتاب. الموقع الإلكتروني لمشروع عدد اردوس يقول:
ولكنها لا تشمل منشورات غير بحثية مثل الكتب المدرسية الابتدائية، التحرير المشترك، وما شابه ذلك. «عدد اردوس من النوع الثاني» يقيد اعطاء أرقام اردوس إلى أوراق تعاون عليها أكثر من مؤلفين.
أغلب الظن أن عدد اردوس قدم للطباعة والنشر من خلال كاسبر جوفمان، محلليملك هو نفسه عدد اردوش بقيمة 2. نشر جوفمان ملاحظاته حول مساهمات اردوش الغزيرة في مقالة 1969 بعنوان «وما هو عدد اردوس الخاص بك؟»  انظر أيضا بعض التعليقات التي كتبها مايكل غولومب في نعيه.

## أشهر المتعاونين مع اردوش
في الوقت الذي تعاون مع اردوس مئات من المؤلفين، كانت هناك بعض الأفراد قد شاركوا معه في عشرات الأوراق البحثية. فيما يلي قائمة الأشخاص العشرة الذين أشتركوا مع اردوس وعدد الأوراق البحثية التي تشاركوها مع اردوس (أي عددهم من التعاون).
| شارك في تأليف      | عدد المساهمات المشتركة |
| ------------------ | ---------------------- |
| أندراس ساركوزي     | 62                     |
| أندراس هاينال      | 56                     |
| رالف Faudree       | 50                     |
| ريتشارد Schelp     | 42                     |
| سيسيل C. روسو      | 35                     |
| فيرا T. SOS        | 35                     |
| اللاعب Alfréd ريني | 32                     |
| بال توران          | 30                     |
| إندر Szemerédi     | 29                     |
| رونالد جراهام      | 28                     |

## تأثيره
بقيت أعداد اردوس جزءا من الفولكلوربين الرياضيين في جميع أنحاء العالم لسنوات عديدة. وخصوصا الرياضيين الذين عملوا في مطلع الألفية الثالثة والذين لديهم عدد اردوش بقيمة محددة، حيث وصلت قيم العدد إلى 15، بوسط حسابي هو 5، ومتوسط هو 4.65؛  أغلب الحاصلين على عدد اردوش محدود تبلغ قيمته لديهم أقل من 8. ونظرا لازدياد التعاون بين التخصصات في مجال العلوم اليوم، هناك أعداد كبيرة جدا من غير الرياضيين في العديد من المجالات الأخرى للعلوم لديهم أيضا أرقام اردوس محدود. على سبيل المثال، العلوم السياسية ستيفن برامسزBrams لديه عدد من اردوس 2. من الشائع أن يشارك الاحصائيون في البحوث الطبية الحيوية ليكونوا من بين مؤلفين الأوراق البحثية، هؤلاء الاحصائيون يمكن ربطهم مع اردوش عبر جون توكي، الذي لديه عدد من اردوس بقيمة 2. وبالمثل، فقد تعاون عالم الوراثة البارز إيريك لاندر مع عالم الرياضيات دانيال كليتمان على نشر بضع الأوراق البحثية،  وبما أن كليتمان لديه عدد اردوس بقيمة 1،  جزء كبير من علماء الوراثة ومجتمع علم الجينوم يمكن ربطه عبر لاندر والمتعاونين العديدين معه. وبالمثل، بالتعاون مع غوستافوس سيمونز Gustavus Simmons فتح الباب لل
أرقام اردوس أن تدخل الأوساط البحثية العاملة في التشفير. وهناك أيضا اتصالات مع حقول الفنون.
وفقا لاليكس لوبيز أورتيز Alex Lopez-Ortiz، جميع
الحقول والفائزين بجائزة Nevanlinna خلال الدورات الثلاث في 1986-1994 لديهم أرقام اردوس من 9 على الأكثر. وبشكل مشابه، حصل العديد من اللغويين على عدد اردوش بقيمة محددة، بسبب العديد من سلاسل من التعاون مع مثل هؤلاء العلماء البارزين كـنعوم تشومسكي (اردوس قيمة 4)، وليام Labov (3)،  William Labovمارك ليبرمان (3)،  Geoffrey Pullum (3)،  أو إيفان ساج Ivan Sag (4).
علماء الرياضيات السابقون نشروا أرواق بحثية أقل من المحدثين ومن الملاحظ أيضا أنه كان من النادر أن ينشروا أوراقا بحثية بمساهمة أكثر من مؤلف. اقدم شخص معروف لديه عدد أردوش بقيمة محددة هو إما ريتشارد ددكيند (من مواليد عام 1831، اردوس عدد 7) أو فرديناند جورج فروبينوس (من مواليد عام 1849، اردوس عدد 3)، اعتمادا على معيار أهلية النشر. يبدو أن الشخصيات التاريخية القديمة مثل ليونارد يولر (ولد 1707) لم يكن لديك أرقام اردوس بقيمة محددة.
تومبا  اقترح صيغة بيان موجه لمسألة عدد اردوس من أجل القدامى، وذلك باستخدام رسم بياني موجه بحيث توجه الروابط فيه من المؤلف الأقدم بترتيب أبجدي لمؤلف لاحق بترتيب أبجدي وتعريف عدد اردوس التراتبي للمؤلف بحيث يكون طول أطول طريق من اردوس للمؤلف في هذا الرسم البياني الموجه. فوجد وفق هذه الفرضية طريقا بطول 12.
مايكل بار اقترح أيضا «أرقام اردوس عقلانية»، لتعميم فكرة أن الشخص الذي كتب عدد p من الأوراق المشتركة مع اردوس يجب تعيين عدد اردوس له بقيمة 1 / P. باستخدام تعدد الرسوم البيانية من النوع الثاني (رغم أنه أيضا لديه طريقة للتعامل مع هذه القضية من النوع الأول)، مع رابط واحد بين اثنين من علماء الرياضيات لكل ورقة مشتركة بينهما -بوضع شبكة كهربائية فيها مقاومة بشدة أوم واحد على كل رابط. فإن مجموع المقاومات بين عقدتين يعطينا مؤشر على اقتراب هذه العقد من بعضهما.
ك. ديكسيت K. Dixit وزملاؤه يقولون أنه من أجل الباحث الفرد يكون مقياس مثل عدد اردوس مؤشرا على خصائص الهيكلية للشبكة في حين يدل مؤشر H  على الاقتباس من المنشورات. يمكن للمرء أن يقتنع بسهولة أن الترتيب في شبكات التشارك في التأليف ينبغي أن يأخذ في الاعتبار توليد تراتيب واقعية ومقبولة ". عدد من نظم ترتيب المؤلفين والتي تعتمد على مركزية المتجه الذاتي وقد اقترحت بالفعل، على سبيل المثال خوارزمية فيز Phys لترتيب المؤلفين.

## تطبيقات أخرى
تم اقتراح عدد من التطبيقات الأخرى حول هذا المفهوم في مجالات أخرى
| الشخص المستهدف    | تاريخ الوفاة           | قياس عبر |                      |
| الرياضيات         | بول اردوس              | 1996     | عدد اردوس            |
| الفيزياء          | ألبرت أينشتاين         | 1955     | عدد آينشتاين         |
| التمثيل           | كيفين بيكون            | حية      | عدد بيكون            |
| الرياضيات + تمثيل | بول اردوس وكيفين بيكون | لا يوجد  | عدد اردوس-بيكون      |
| الشطرنج           | بول مورفي              | 1884     | عدد MORPHY           |
| لعبة الغو         | هونينبو شوساكو         | 1862     | عدد شوساكو [44] [45] |
| الاقتصاد          | جوزيف ستيغليتز         | حية      | عدد ستيغليتز         |

### عدد بيكون
عدد بيكون (كما في لعبة ست درجات من كيفن بيكون) هو تطبيق نفس الفكرة على صناعة السينما، وربط الجهات الفاعلة التي ظهرت في فيلم معا إلى الممثل كيفين بيكون. على الرغم من أن هذا هو نظام الترقيم الأكثر شهرة من هذا النوع، لكن تبنيه كان في عام 1994، بعد 25 عاما من مقالة جوفمان على عدد اردوس.
يرتبط عدد قليل من الناس مع اردوس وبيكون معا، وبالتالي يكون عدد اردوس-بيكون، الذي يجمع بين العددين من خلال اتخاذ مجموعهما. ومن الأمثلة على ذلك الممثلة عالمة الرياضيات دانيكا مكيلر، والمعروف بسبب تمثيلها بدور ويني كوبر في المسلسل التلفزيوني، The Wonder Years.
عدد اردوس لها هو 4  وعدد بيكون لها هو 2. أقل معروف
عدد اردوس-بيكون هو ثلاث لدانيال كليتمان، وهو أستاذ الرياضيات في معهد ماساتشوستس للتكنولوجيا؛. عدد اردوس له هو 1 ورقم 2 بيكون له هو 

### عدد شوساكو
عدد شوساكو تمثل «المسافة» بين لاعب الغو و Honinbo Shusaku، وتقاس مع اللاعب الخصم في لعبة الغو.  شوساكو نفسه لديه شوساكو عدد 0. إذا لعبت ضد لاعب شوساكو نفسه، من شأنها أن لاعب لديها عدد من شوساكو 1. وهلم جرا.

## وصلات خارجية
- جيري غروسمان، إن المشروع عدد اردوس . يحتوي على إحصائيات وقائمة كاملة من جميع الرياضيين مع عدد اردوس أقل من أو تساوي 2.
- «على جزء من الرسم البياني تعاون معروفة» ، جيرولد دبليو غروسمان وباتريك DF ايون.
- «بعض التحليلات من اردوس الرسم البياني التعاون» نسخة محفوظة 16 مارس 2006 على موقع واي باك مشين. ، فلاديمير Batagelj وأندريه Mrvar.
- المجتمع الاميركي الرياضية، MR تعاون عن بعد . محرك للبحث عن أرقام اردوس ومسافة التعاون بين مؤلفين آخرين. اعتبارا من 18 نوفمبر 2011 مطلوب لا توجد شبكة خاصة.
- «النظريات للبيع» . من أخبار العلوم، المجلد. 165، رقم 24، 12 يونيو 2004.
- مايكروسوفت الأكاديمي بحث يتميز مسار المشارك المؤلف نسخة محفوظة 24 نوفمبر 2012 على موقع واي باك مشين. الذي افتراضيا يظهر بصريا مسار الباحث في بول اردوس، وتقدير فعالية له أو لها رقم اردوس.